# Lodovico Braidotti
Lodovico Braidotti (Gorizia, 3 luglio 1865 – Trieste, 1939) è stato un architetto italiano.

## Biografia
Lodovico Braidotti nasce a Gorizia nel 1865. Nel 1887 si laurea in architettura a Vienna e due anni più tardi, nel 1889, si trasferisce a Trieste. Nel 1893 inizia ad insegnare presso la Kaiserlich Königliche Staats Gewerbe Schule (l'attuale Istituto Tecnico Industriale Statale "Alessandro Volta"). Nel 1903 viene designato quale progettista del Manicomio di Trieste e nel 1906 si dedica alla riqualificazione del quartiere S. Luigi progettando il primo nucleo di case popolari comprese tra le vie Marchesetti e Machlig. Nel 1909 diventa presidente dell'ICAM (Istituto Comunale per le Abitazioni Minime) e mantiene la carica sino al 1922. Entra in contatto con gruppi liberali, nazionalisti ed irredentisti e a causa di queste sue frequentazioni, nel 1916, viene allontanato dalla scuola, arruolato nell'esercito austro-ungarico ed inviato a Brno nell'attuale Repubblica Ceca. Dopo il primo conflitto mondiale torna a Trieste e prosegue l'insegnamento sino al 1935. Muore a Trieste nel 1939.

## Opere realizzate
- Manicomio di Trieste (1903)
- Quartiere S. Luigi (1906 - 1912 Case delle vie Marchesetti e Machlig)
- Rione del Re (1927)
- Piazza Oberdan
- Casa Lovisoni a Cervignano del Friuli (in stile veneziano-bizantino su committenza di Mario Lovisoni)

| Controllo di autorità | VIAF (EN) 1858150033027511180006 · GND (DE) 1136492143 |